# Casa Julià Marcilla
La Casa Julià Marcilla és un edifici situat al xamfrà nord de la Via Laietana i l'avinguda de Francesc Cambó (plaça d'Antoni Maura) de Barcelona, catalogat com a bé amb elements d'interès (categoria C).

## Història
Va ser projectat el 1935 per l'arquitecte Josep Boada i Barba per a l'industrial cafeter Julià Marcilla i Ferri (†1969).
A principis dels anys 1950, Marcilla va fer construir un altre edifici al xamfrà del carrer de la Marina amb la Gran Via de les Corts Catalanes, just davant de la Plaça de Toros Monumental.

## Descripció
Consta de planta baixa i vuit pisos, amb dues torres «venecianes» d'un pis més a cada cantonada del xamfrà.
Les façanes s'estructuren segons eixos verticals d'obertures, alternant finestres i balcons. El parament és d'estuc llis, excepte a la planta baixa, primera, setena i vuitena i a les cantonades, on és d'especejament horitzontal.

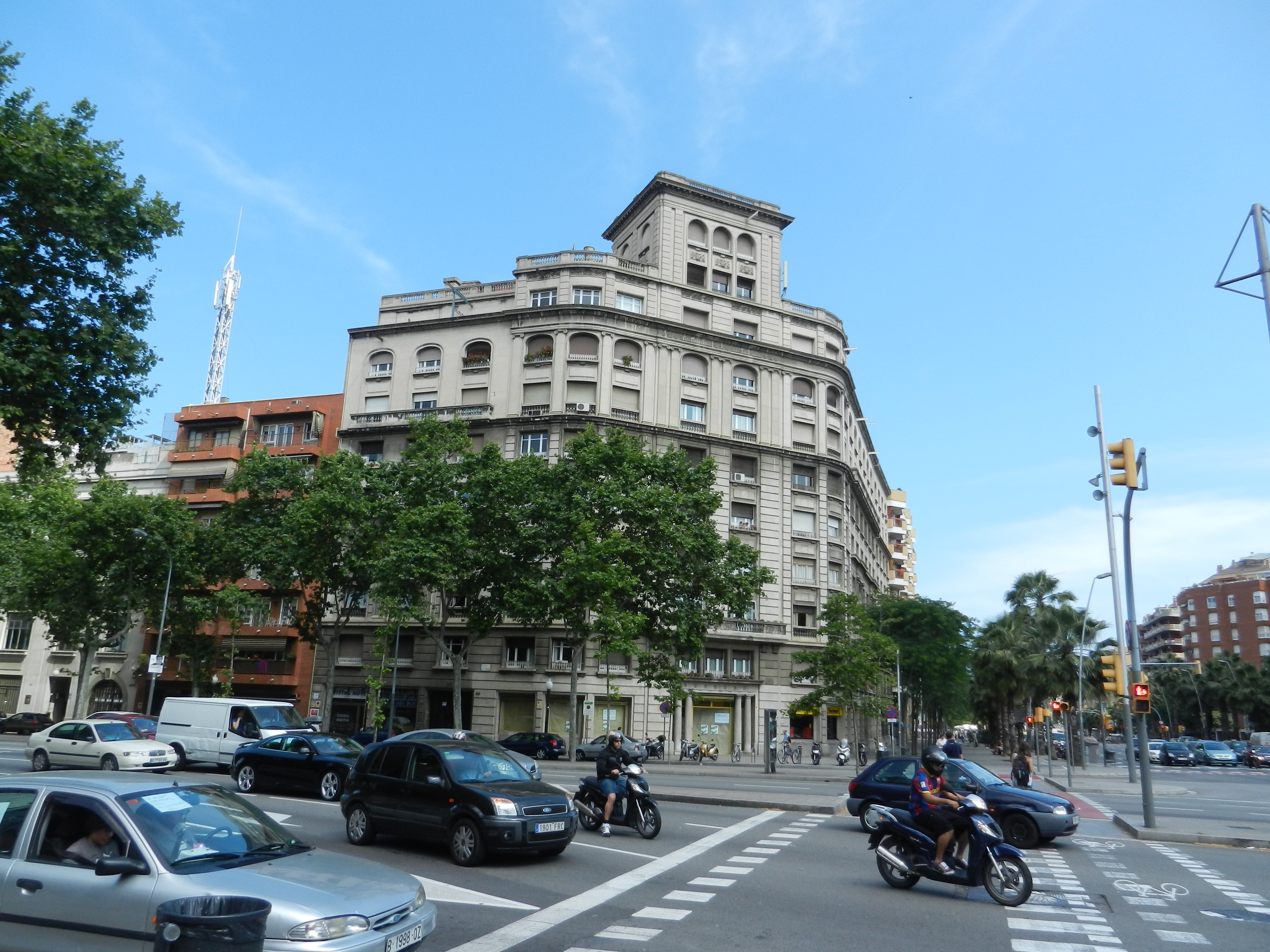
Casa Julià Marcilla al carrer de la Marina, 172-178 i Gran Via de les Corts Catalanes, 780-782